# Bataille de la Mississinewa
Guerre anglo-américaine de 1812
La bataille de la Mississinewa qui eut lieu les 17 et 18 décembre 1812 près de la rivière Mississinewa, dans le Territoire de l'Indiana, est l'attaque par des troupes américaines de villages lenapes et miamis dans le cadre de la guerre anglo-américaine de 1812.
Après le siège des forts Wayne et Harrison par les Amérindiens au début de la guerre, le général américain William Henry Harrison, commandant en chef de l'armée du territoire du Nord-Ouest, donne l'ordre au lieutenant-colonel John B. Campbell de mener une expédition contre plusieurs villages amérindiens constituant d'importants lieux de rassemblement et contenant de nombreuses provisions. Avec environ 600 hommes, Campbell part de Fort Greene Ville (en) le 14 décembre 1812, bravant la neige et le froid, et atteint le premier village au matin du 17 décembre. Apprenant qu'ils ont été repérés, les Américains lancent une charge désordonnée sur le village mais la plupart des guerriers parviennent à fuir, laissant derrière eux femmes et enfants. Les troupes américaines attaquent et détruisent deux autres villages et font des dizaines de prisonniers, puis reviennent installer leur bivouac pour la nuit au premier village.
Le matin suivant, les provisions s'amenuisant et craignant que les engelures ne paralysent son expédition, Campbell décide qu'il est temps de reprendre le chemin de Fort Greene Ville mais avant que le retour ne commence, ils sont attaqués par près de 300 guerriers amérindiens, principalement des Miamis. Les Amérindiens parviennent à s'emparer d'une redoute mais ils finissent par se replier après une contre-attaque des troupes américaines. Au cours de l'attaque, les Américains ont perdu une dizaine d'hommes et près d'une centaine de chevaux, tandis que les pertes amérindiennes s'élèvent selon les Américains à une quarantaine d'hommes. Le retour des Américains est rendu difficile par la perte de la plupart des chevaux et de nombreux soldats souffrent de gelures. Ils arrivent au fort six jours plus tard.
Bien que Harrison ait revendiqué la victoire, l'expédition n'a pas réussi à empêcher les Amérindiens de poursuivre la guerre dans la région.